# Roger Monnerat
Roger Monnerat (* 7. März 1949 in Basel) ist ein Schweizer Journalist und Schriftsteller.

## Leben
Roger Monnerat besuchte bis 1969 ein naturwissenschaftliches Gymnasium. Seit 1986 arbeitet er als Journalist für die Schweizer Wochenzeitung. Neben seiner journalistischen Tätigkeit veröffentlicht er erzählerische Werke und Lyrik. 2002 nahm er am Ingeborg-Bachmann-Wettbewerb in Klagenfurt teil. Monnerat lebt in Basel.

## Werke
- Deserteur, Basel, 1986
- Lanze Langbub, Zürich 1996
- Die Schule der Scham, Zürich 1999
- Der Sänger, Zürich 2002
- Der Sozialplan, Zürich 2004
- Konturen des Unglücks und eine schöne Geschichte, Zürich 2006
- Lieder I & II, Basel 2009
- Tschip, Lieder III, Basel 2011
- Katzenpfade, Hinterhof, Garten und Vorstadt, Zürich 2012
- Das Marienbadspiel und ein Mercedes für Marjampole, Ein Bericht, Zürich 2013
- Am Ende der Rhein, Vom Verschwinden der Realien im Hafen von Rotterdam, Zürich 2015
- Da er von hier fortgemusst, hat er mich lang ein schön Buch gemacht. Prosa zum Wachhalten, Zürich 2022